# Valvotjärnen (Arjeplogs socken, Lappland, 734620-156630)
Valvotjärnen är en sjö i Arjeplogs kommun i Lappland och ingår i Skellefteälvens huvudavrinningsområde. Sjön har en area på 0,0868 kvadratkilometer och ligger 434,2 meter över havet.

## Delavrinningsområde
Valvotjärnen ingår i det delavrinningsområde (734563-156483) som SMHI kallar för Utloppet av Lulep Jutas. Medelhöjden är 478 meter över havet och ytan är 23,34 kvadratkilometer. Räknas de 17 avrinningsområdena uppströms in blir den ackumulerade arean 227,17 kvadratkilometer. Bieljaurjåkkå som avvattnar avrinningsområdet har biflödesordning 2, vilket innebär att vattnet flödar genom totalt 2 vattendrag innan det når havet efter 288 kilometer. Avrinningsområdet består mestadels av skog (73 procent). Avrinningsområdet har 5,36 kvadratkilometer vattenytor vilket ger det en sjöprocent på 23 procent.